# Patrokles i Menelaos
Patrokles i Menelaos (wł. Patroclo e Menelao) – rzymska kopia greckiej rzeźby z ok. 200–150 roku p.n.e. znajdująca się w Loggii dei Lanzi we Florencji.

## Historia
Grecki autor oryginału z 1. poł II w. p.n.e. przedstawił uczestników wojny trojańskiej: król Sparty Menelaos podtrzymuje ciało zabitego Patroklesa. Oryginał grecki powstał ok. 200–150 roku p.n.e. Znanych jest przynajmniej piętnaście rzymskich marmurowych kopii tego dzieła. Jedną z nich jest bardzo uszkodzony Pasquino. Kopię florencką ze stojącą postacią pozbawioną głowy znaleziono ok. 1500 roku w Rzymie w okolicy Porta Portese. Za przyzwoleniem papieża Piusa V rzeźba trafiła w 1570 roku na dwór księcia Toskanii Kosmy I Medyceusza. Brakująca głowę wyrzeźbił na zamówienie  Lodovico Salvetti, projekt wykonał rzeźbiarz Pietro Tacca. Rzeźba ustawiona była w niszy na południowym krańcu Ponte Vecchio. W XVIII i XIX wieku naniesiono poprawki według innych modeli. W 1838 roku rzeźbę ustawiono w Loggii dei Lanzi przy Piazza della Signoria.
Uzupełnienia dodane do odnalezionej w Rzymie rzeźby to głowa i fragmenty pleców postaci stojącej oraz opadające ramię zmarłego. Artyści odtwarzający głowę Menelaosa wzorowali się na Głowie wybawiciela (wł. Testa di un soccorritore) ze zbiorów Museo Pio-Clementino w Muzeach Watykańskich z IV w. p.n.e. (nr katalogowy MV.694.0.0).

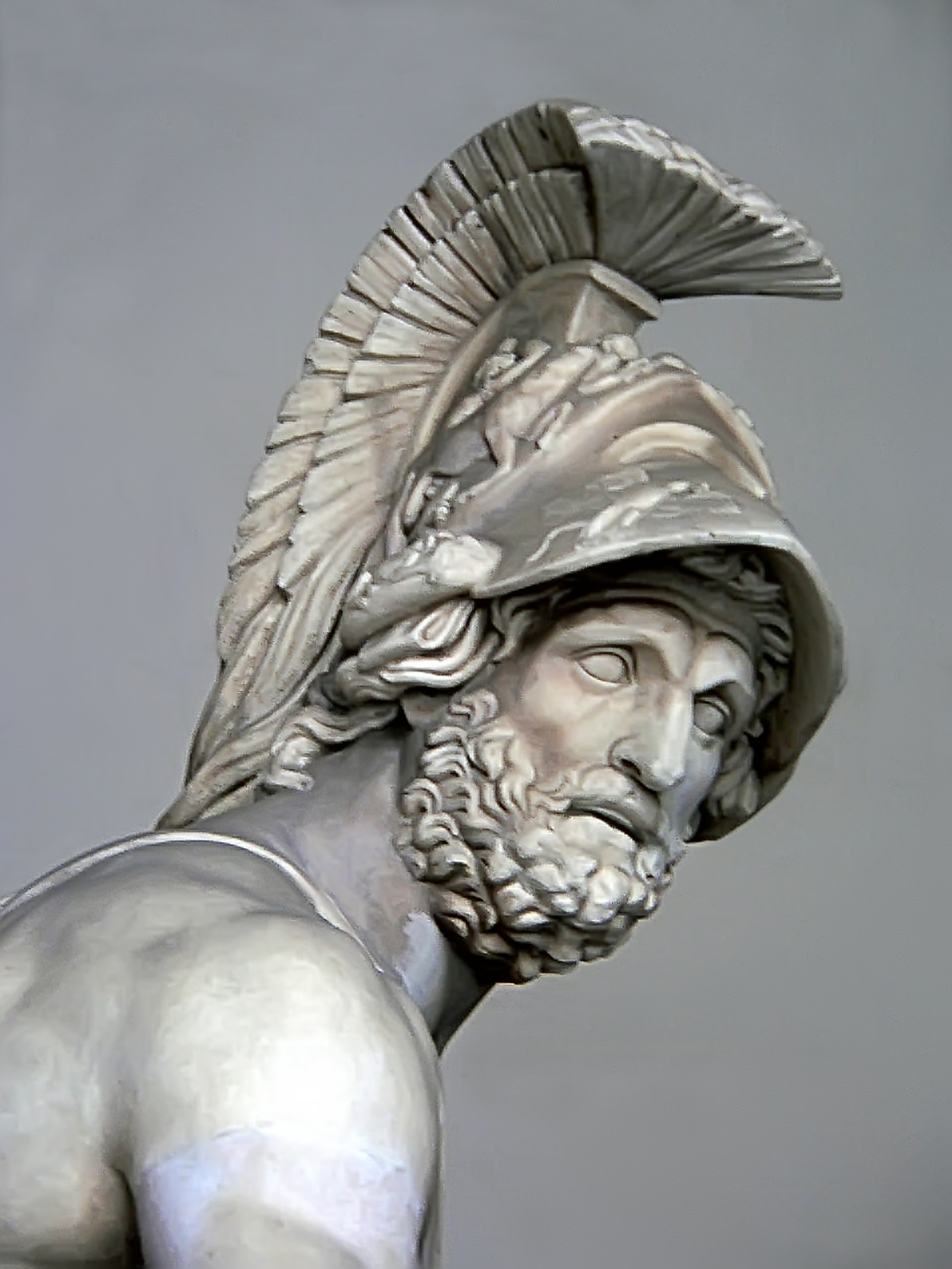
Fragment
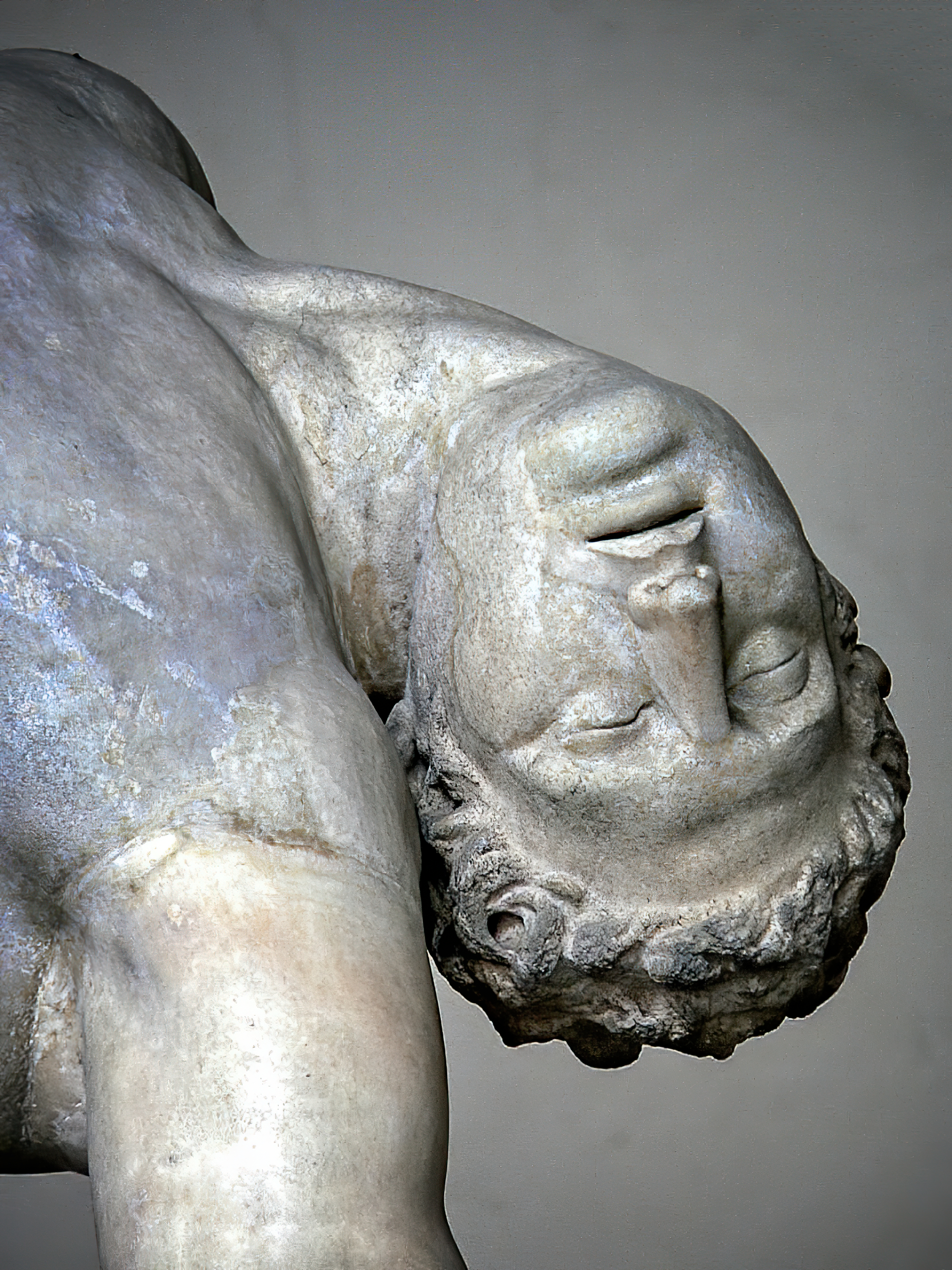
Fragment
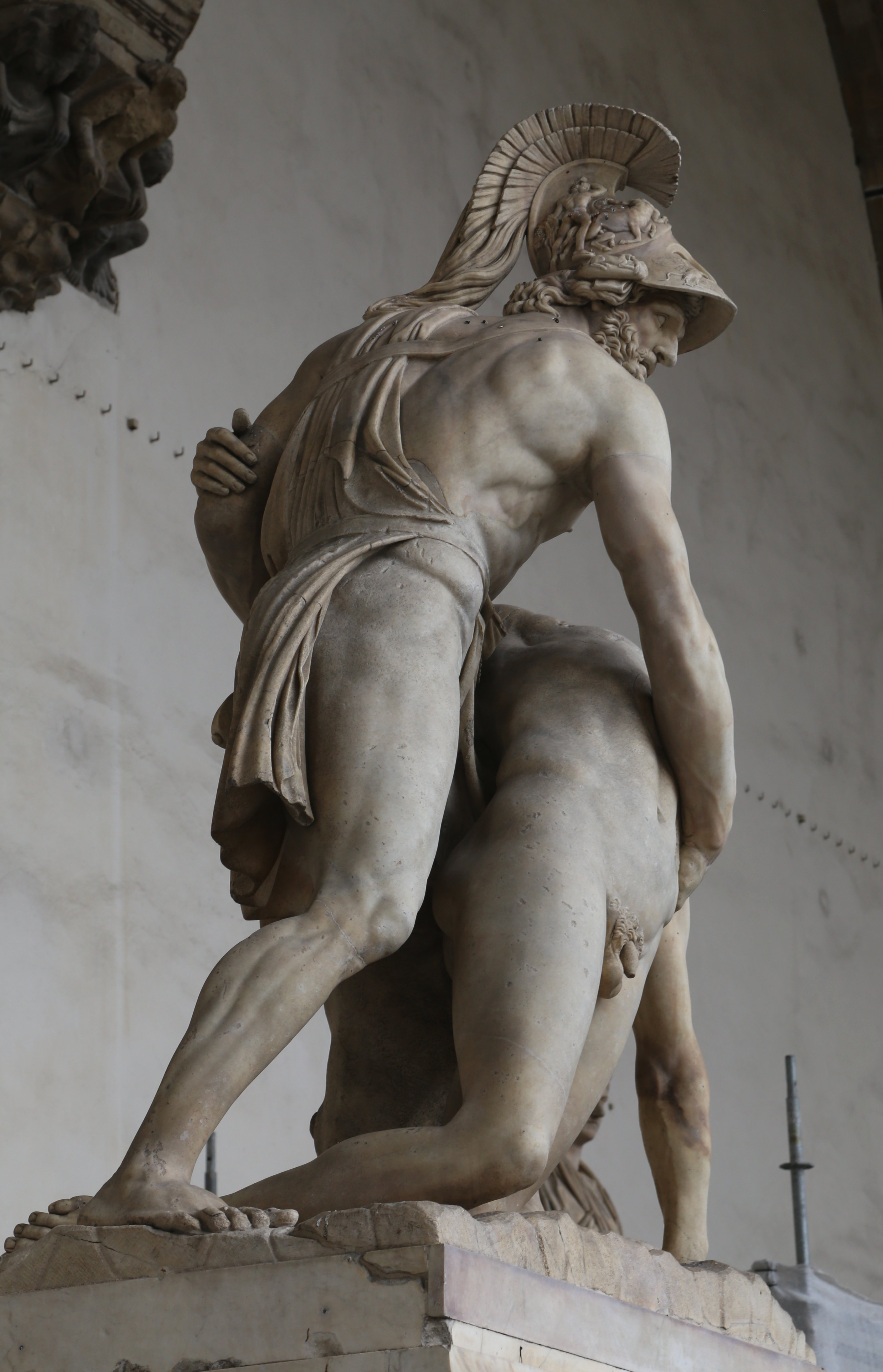
Inne ujęcie
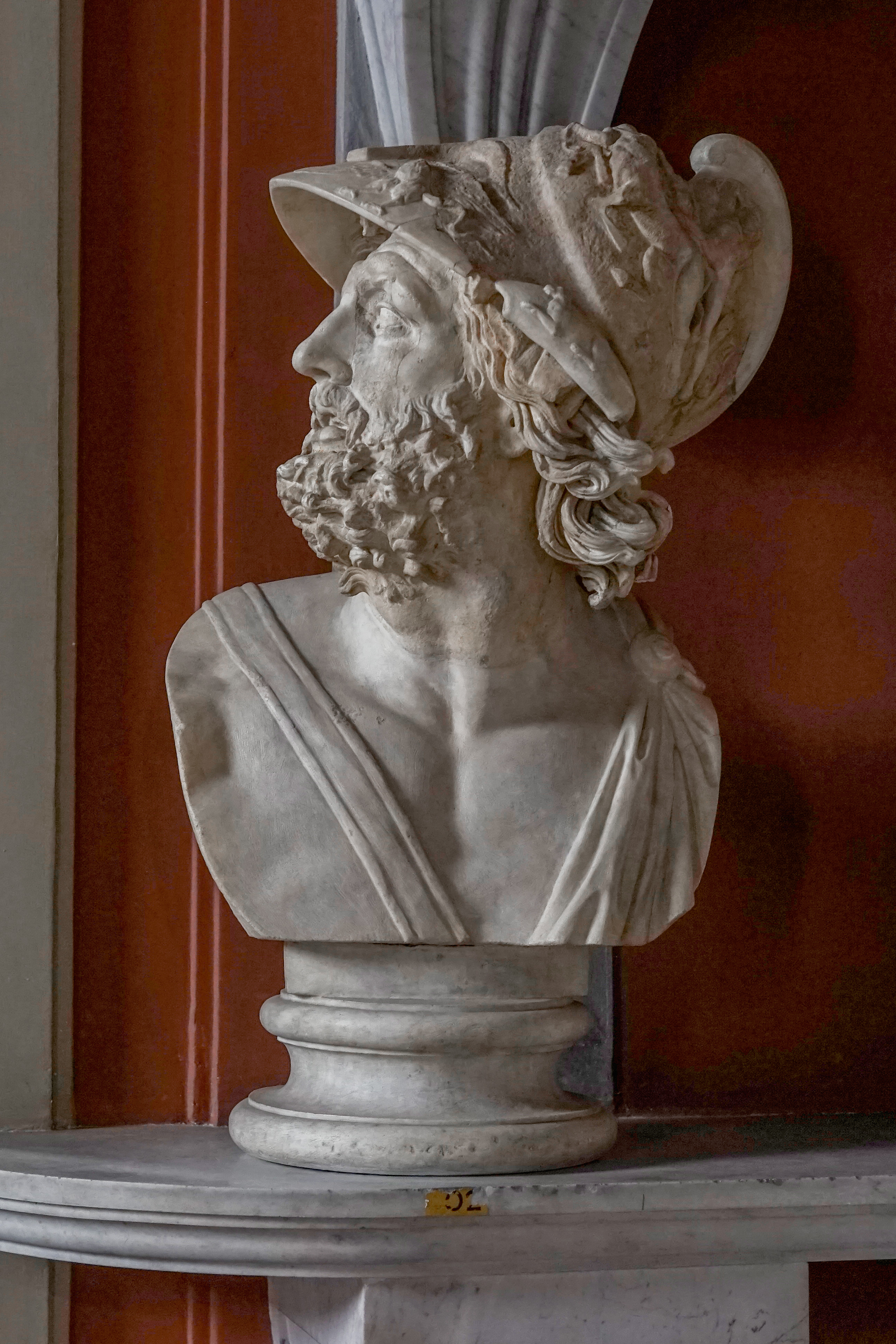
Głowa wybawiciela z Muzeów Watykańskich